# 491
| 491                |
| ------------------ |
| Dødsfald - Fødsler |
|                    |

| Gregoriansk kalender | 491 CDXCI               |
| Ab urbe condita      | 1244                    |
| Armensk kalender     | I/T                     |
| Kinesiske kalender   | 3187 – 3188 庚午 – 辛未 |
| Etiopisk kalender    | 483 – 484               |
| Jødisk kalender      | 4251 – 4252             |
| Hindukalendere       |                         |
| - Vikram Samvat      | 546 – 547               |
| - Shaka Samvat       | 413 – 414               |
| - Kali Yuga          | 3592 – 3593             |
| Iransk kalender      | 131 BP – 130 BP         |
| Islamisk kalender    | 135 BH – 134 BH         |

Se også 491 (tal)